# Отем, Эмили
Э́мили О́тем (англ. Emilie Autumn, род. 22 сентября 1979) — американская певица, скрипачка, композитор и поэтесса, экспериментирующая в стиле, который сама она называет «Викторианский индастриал» (Victoriandustrial), — на стыке симфонической музыки, хэви метал и индастриал.

## Биография
Эмили Отем Лидделл ((англ. Emilie Autumn Liddell) или (англ. Emilie Autumn Fritzges)) родилась в Малибу, Лос-Анджелес, Калифорния, и разучивала буквы алфавита и нотную грамоту одновременно. В четыре года она начала играть на скрипке, и почти сразу же выяснилось, что у неё идеальный слух. «Это редкий дар, и он почти наверняка означает, что вас ждёт карьера классического музыканта. Такое нельзя потерять, так что работать как солистка я начала с раннего детства», — позже говорила она. В шесть лет Эмили поступила в престижную школу исполнительского мастерства «Колберн» (англ. Colburn School of Performing Arts). Уже здесь она начала впервые экспериментировать с импровизациями (как на скрипке, так и за фортепиано); источником вдохновения служил ставший к тому времени всемирно известным скрипач Найджел Кеннеди, с которым она впоследствии познакомилась и подружилась. В 2003 году Эмили признавалась, что «ела, спала и дышала с его музыкой», к величайшему раздражению своих преподавателей.
На музыкальное мировоззрение Эмили оказал влияние также Джими Хендрикс (именно благодаря его пластинкам она решила перейти на электрическую скрипку); своим единственным и «на все времена любимым» вокалистом она называла Моррисси; кроме того, говоря о влияниях, упоминала глэм-рок, Дэвида Боуи и Queen. В девять лет она бросила школу, поставив перед собой цель: стать скрипачкой мирового уровня.
Уже в детские годы Эмили начала гастролировать по США и Европе. Одновременно она увлеклась литературой, историей и изобразительным искусством, продолжая изучать музыкальное искусство Средневековья и Ренессанса. Уникальный стиль игры Эмили, в котором классические и джазовые мотивы соединились с рок-влияниями, заинтересовали преподавателей Индианского университета.

В возрасте 14 лет Эмили Отем прибыла в Блумингтон, Индиана, поступив в музыкальную консерваторию при университете. Очень скоро она многих шокировала здесь приверженностью к корсетам и тяжёлым ботинкам в качестве сценических атрибутов, а через два года бросила учёбу, разочаровавшись в преподавателях, излишне на её взгляд, консервативных. 
На сцене я чувствую себя свободной. Я — шоу-гёрл. Но я вела себя более вызывающе, чем следовало. Профессора говорили мне: твоя работа состоит в том, чтобы служить сосудом, наполняемым композитором. Если, не приведи Господь, я надевала что-нибудь более или менее сексуальное, они говорили, что это отвлекает слушателя от музыки. Оригинальный текст (англ.)On stage was where I was free. I'm a showgirl. But I was more flamboyant than I was supposed to be. My professors would tell me that my job was just to be a vessel for the composer. If God forbid I wore something a little bit sexy, they told me I was distracting from the music. Kerrang!, #1299
Впоследствии Эмили был поставлен диагноз: маниакально-депрессивный психоз; этим она и объясняла свои проблемы в консерватории. «Тогда я не знала об этом… Ну, а позже поняла, что не имела ни малейшего шанса: это генетическое: моя мама была 'биполярна', мой отец — шизофреник».
Поняв, что <болезнь> не уйдёт, я решила сделать на ней карьеру. Только так я могу не прятаться, не притворяться нормальной и здравомыслящей. Я теперь - хозяйка своей болезни. Она оплачивает мои счета. Лучшей мести я для неё не могла бы придумать.Kerrang!, #1299
Бросив консерваторию, Эмили Отем вернулась в Лос-Анджелес, где вошла в состав ансамбля Ravensong, исполнявшего музыку эпохи барокко. Свой первый сольный инструментальный альбом "On A Day: Music For Violin & Continuo" (1997) она выпустила в семнадцатилетнем возрасте, три года спустя перевыпустив его на Traitor Records, собственном лейбле, созданном в 2000 году в США. Одним из тех, кто оценил дебютный альбом Эмили был кумир её детства Найджел Кеннеди. Он позвонил ей и на автоответчик надиктовал восторженное послание. Вскоре они встретились и стали друзьями. «Он был единственным музыкантом, чьи видео я изучала, моим единственным источником вдохновения; его звонок был для меня неоценим», — говорила Эмили.
В 2001 году вышел первый поэтический сборник Эмили Отем, "Across The Sky & Other Poems". В 2005 году его перевыпуск был оформлен как CD под заголовком "Your Sugar Sits Untouched" (куда вошли 7 новых стихотворений). Для международного распространения было отпрессовано лишь 3000 экземпляров; релиз оставался раритетом вплоть до 2008 года, когда был перевыпущен на iTunes.
В 2001 году Эмили переехала в Чикаго и приступила к работе над полноформатным студийным дебютом, предварив его выпуском EP "Chambermaid" (куда вошёл лишь одноимённый трек). Благотворительный сингл "By The Sword" был выпущен после событий 11 сентября в Нью-Йорке; вырученные от его продажи деньги были направлены в фонды американского Красного креста и AmeriCares.
Высокие оценки критики получил полноформатный студийный альбом Эмили Отем "Enchant" (2003, в некоторых дискографиях он числится первым); рецензент Allmusic, отметив стилистическую яркость и разнообразие аранжировок, сравнил его с произведениями The Creatures и Тори Амос. Оригинальный диск вышел с пазлом: победителю обещались крылышки Королевы фей, скипетр, веер, но пазл остаётся по сей день неразгаданным. Альбом "Enchant" сама Эмили Отем считает переходным и экспериментальным. «Я горжусь качеством материала и уровнем инструментального исполнения. Качество записи оставляло желать лучшего: альбом был записан в условиях страны третьего мира, другими словами, в моей спальне. Он был очень искренним и прочувствованным, и мне не хотелось бы включать его материал в концерты сейчас, потому что он принадлежит своему времени. Я изменилась куда больше, чем даже могла бы предполагать…», — говорила она в 2010 году, объясняя, почему песни альбома не исполняются на её концертах.
Первую известность в США Эмили получила в 2003 году, когда её «открыла» Кортни Лав, пригласив в студию для работы над дебютным сольным альбомом "America’s Sweetheart" (2004). Эмили гастролировала с Лав в составе женской аккомпанирующей группы The Chelsea (другими участницами которой были Рэдио Слоун, Лиса Леверидж, Двин Киракосян и Саманта Малони); выступила в телепрограммах The Tonight Show и Late Show with David Letterman.
Завершив выступления с The Chelsea, Отем вернулась в Чикаго, где записалась с Билли Корганом (альбом  "The Future Embrace", 2004); сотрудничество продолжалось вплоть до весны 2005 года.
К концу 2005 года сформировался состав группы The Bloody Crumpets. Участницы взяли себе псевдонимы Aprella, Naughty Veronica, The Blessed Contessa и Captain Maggot. 12 января 2006 года группа выступила в программе телеканала WGN-TV Morning Show, за которым последовал аншлаговый концерт в клубе Double Door, в Чикаго.

### Opheliac
Вскоре после выхода "Enchant" Эмили Отем попыталась покончить с собой и была насильственным образом помещена в психиатрическую клинику. «Если с вами происходят такие сложные вещи или в детстве у вас был бардак — а надо мной издевались постоянно после шести лет и один раз изнасиловали — трудно выделить одну, последнюю каплю, которая переполняет чашу», — говорила она. Она рассказывала в интервью:
Я была склонна к самоубийству большую часть своей жизни, и <в тот момент> как раз сделала — то, из-за чего меня посадили. Приняла все свои таблетки снотворного. Я находилась на той черте, когда трудно дышать, думать, жить наяву. И когда каждый день звучит этот голос в голове: Зачем тебе всё это? Просто умри! Мне показалось, самый здоровый выход — остановить пытку. Но юридически это принято классифицировать как сумасшествие, и вот тебя запирают, чтобы кто-то в тебе что-то исправил. Но ничего не исправляется.Kerrang!, #1299
Насильственное лечение (как отмечает Kerrang!) ещё более травмировало психику Эмили, но оно же и «наполнило её следующий альбом ужасающей жизненностью». "Opheliac", записанный в чикагской студии Mad Villain Studios, вышел в 2006 году и остаётся самым известным альбомом Эмили Отем. «Я ведь училась ходить за кулисами театров и оперных залов, среди очаровательного хаоса и переодеваний, цирковых актёров и потных балерин, стекающей косметики и чрезмерного великолепия… А потом я сошла с ума и меня заперли. Именно такую эту картину создаёт <альбом> в моём воображении. Opheliac и есть — сцена моего сумасшествия», — рассказывала певица.
Стилистически альбом, заголовок которого (по замыслу исполнительницы) суффиксом превращает «архетипический» шекспировский образ в своего рода болезнь, сочетает в себе элементы скрипичной симфонической музыки, хэви метал, индастриал, при этом отмечен влиянием водевильной мелодрамы и бурлеска. Его тексты, внешне выдержанные почти в юмористическом ключе, вскрывают сложные темы маниакальной депрессии (заглавный трек, а также "Swallow" и "Misery Loves Company"»), самоистязания ("Liar"), педофилии ("Gothic Lolita") и самоубийства ("The Art of Suicide"). Самый точный в автобиографических деталях трек, описывающий жизнь Эмили-пациентки, "Thank God I’m Pretty", вошёл бонус-треком в европейское издание альбома, "Opheliac — Deluxe Edition".

#### 2007—2009
После успеха альбома в Европе в конце 2006 года Эмили выпустила два EP (каждый размером с полноформатный альбом): "Liar/Dead Is The New Alive" и "Four o’Clock", а также двойной альбом скрипичной музыки "Laced/Unlaced". Первый диск (Laced) фактически представлял собой перевыпуск альбома классической музыки "On A Day…" (2000), с добавлением пяти треков, записанных на концертах. Второй диск нового материала, "Unlaced", был выдержан в характерном стиле Victoriandustrial.
Затем вышел двойной сингл, куда вошли кавер-версии "Bohemian Rhapsody" и "Girls Just Wanna Have Fun" Синди Лопер. После перевыпуска (в делюкс-формате) дебютного альбома "Enchant" и выхода сборника "A Bit O' This & That", альбома редких и ранее не выпускавшихся треков, певица вышла в новый европейский тур. Весной 2008 года она выступила в Англии. Несмотря на обилие нового материала, концертный репертуар Эмили Отем по-прежнему состоял в основном из композиций Opheliac, альбома, который, как она считает, наилучшим образом представляет её широкой аудитории разных возрастов.
В 2007—2008 годах Эмили Отем непрерывно гастролировала по Европе, постепенно развивая сценическое шоу (сюда стали приглашаться циркачи и актёры, девушки из аудитории для манерных танцев, использоваться элементы музыкальной комедии и бурлеска). В июне-августе 2007 года Эмили провела гастроли в Германии, Австрии, Англии, Нидерландах; концертная программа была составлена из материала альбомов Opheliac и Unlaced. В ноябре 2008 года Эмили Отемн и The Bloody Crumpets дали свой первый концерт в США, который прошёл с аншлагом, после чего вышли во второй этап евротура The Asylum Tour: The Gate Part II, завершившееся в 2009 году. 15 февраля 2009 года на официальном сайте было объявлено о новой участнице группы: «альтернативной модели» по имени Ulorin Vex. В октябре Эмили начала The Asylum Tour: The Key, гастрольный тур по большим городам США.

### The Asylum for Wayward Victorian Girls
27 октября 2009 года альбом "Opheliac" был перевыпущен; в "Opheliac — The Deluxe Edition" вошли пять новых треков, видеоинтервью и композиции, прежде не издававшиеся. В США он вышел впервые, на лейбле The End Records. Одновременно вышла книга Эмили Отем "The Asylum for Wayward Victorian Girls". Книга представляет собой красочно оформленную автором двухсотлетнюю историю психиатрических клиник, перемежающуюся с её собственными впечатлениями от пребывания в одной из таковых.

Цель автора состояла в том, чтобы показать: за двести лет ничего не изменилось. 
При том, что в нашем обществе произошли значительные перемены, в этой области всё осталось по-прежнему. Поговорить об этом не с кем, никто ничего не знает о маниакальной депрессии. Никто не знает, что такое биполярное аффективное расстройство. Об этом говорится множество глупых вещей. Люди не знают о том, что проделывают с <пациентами> в современных сумасшедших домах. Не представляют, какие чинятся там издевательства.Эмили Отем
Эмили называла свою книгу «правдивой, страшной, красивой и смешной», уточняя: «приходится всё это обращать в шутку, потому что в противном случае остаётся — лишь умереть».
В 2009 году Эмили Отем была отобрана журналом Interview Magazine в число «14 исполнителей, которых необходимо увидеть».

## Стиль и имидж

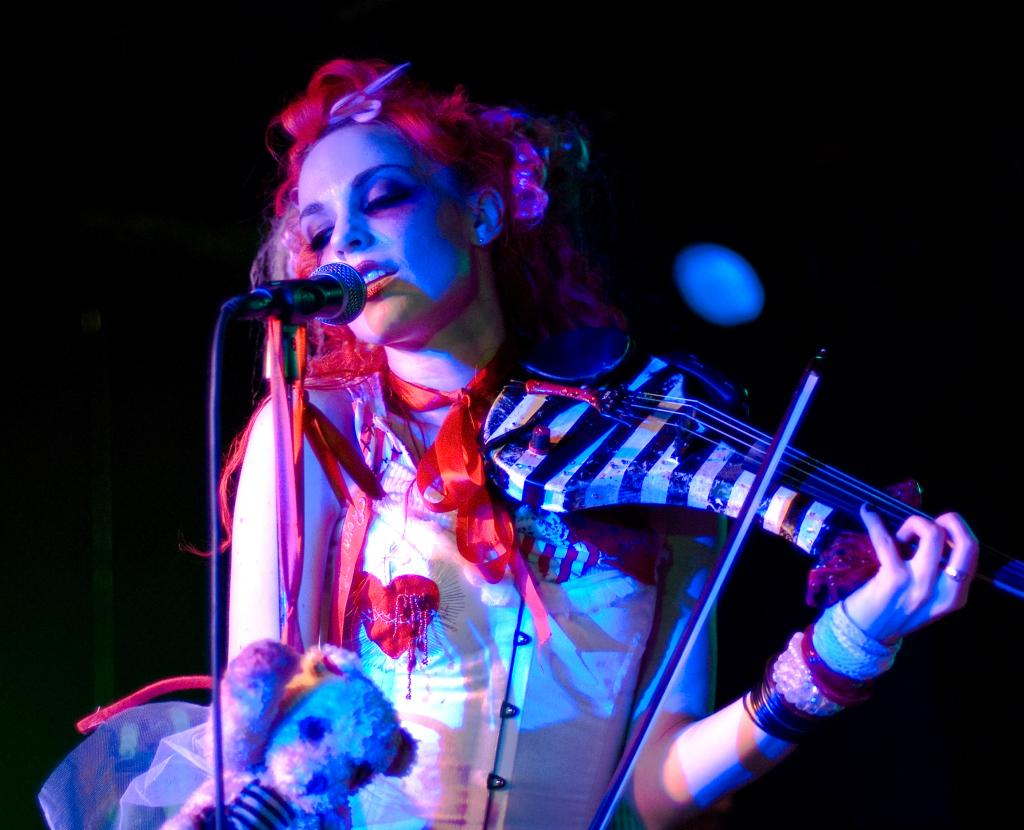
Эмили Отем во Франкфурте в 2007 году

Стиль своей музыки Эмили Отем характеризует как «викторианский индастриал» (англ. victoriandustrial): это сочетание скрипки, клавесина, электронных ударных в неоклассических и готических аранжировках, в сопровождении выразительного вокала. На сольных инструментальных альбомах Эмили при игре на скрипке использует гитарные эффекты. Эмили подчёркивает, что ни в коей мере не «прославляет» викторианскую эпоху; напротив, считает её чрезвычайно трудным и опасным временем для девушек («Самоубийство и было наилучшим выходом»); викторианская эпоха интересует её как период расцвета индустриальной революции и время становления современной психиатрии.
При этом Эмили Отем своей основной целью декларирует представление аудитории в первую очередь классической музыки:
Она — лучшая. Простите, но это так. <Классическая музыка> по-прежнему у меня — любимая, и исполнять её совсем не обязательно, засев в тени и спрятав свою личность. Мне говорили, миллион раз: «Ты сама по себе никого не интересуешь, ты — проводник. Ты тут ни при чём, поэтому своё "я" не показывай». Но… значение имею именно я, потому что ты мёртв, а я нет и я — причина, почему люди слушают твою музыку! И знаете, кто с этим бы согласился? В первую очередь, сам композитор. У него с этим не возникло бы никаких проблем. Потому что, не всегда ведь дело обстояло так, как сейчас. Когда-то это была самая сексапильная <форма искусства>, самая сексуальная музыка… Почему, как вы думаете, <классическая музыка> опустилась так низко, даже ниже джаза? Почему, по-вашему, никто больше ею не интересуется? Потому что вы сделали эту музыку скучной, запретив людям исполнять её в индивидуальном ключе; даже красить волосы в цвет, который исполнительнице нравится.Эмили Отем
Эмили Отем использует на сцене яркую образность (разодранные бальные платья, туго зашнурованные корсеты, вызывающий макияж, экзотические головные уборы, тяжёлую обувь). По словам певицы, подобные атрибуты (с ежедневно вырисовываемым «сердечком» под глазом) помогает ей «не относиться к себе всерьёз». Журнал Kerrang! отмечал эффектный контраст между мрачными текстами Эмили, её необычным сценическим имиджем и необычайно экспрессивным, весёлым действом на сцене, где она предстаёт «диковатым, водевильным экстравертом».

## Кино
Эмили снялась в фильме «Дьявольский карнавал».

## Интересные факты
- В США У Эмили Отем сложился постоянный контингент фанаток, сопровождающих её на гастролях; она называет их Plague Rats ("Чумные крыски"). Во времена же альбома "Opheliac" Эмили называла фанаток Muffins ("Кексики").
- Эмили Отем — совладелица компании WillowTech House, занимающейся производством платьев и парфюмерии (придерживаясь панк-викторианского стиля: punktorian), наряду с аксессуарами, специальными сортами чая и крылышками фей (последние артистка изготавливает самостоятельно, вручную). Ещё одной совладелицей WillowTech House является некто fLee, Queen of Tarts[22].
- Одним из символических действ на сцене во время концертов Эмили является чаепитие, начинающееся с чопорной традиционной церемонии, переносящей зрителей в викторианскую эпоху, и заканчивающееся бурным эксцентричным весельем со швырянием кексов и бисквитов в толпу поклонников.

## Дискография

### Альбомы
- On a Day... (2000)
- Enchant (2003, re-released 2007)
- Your Sugar Sits Untouched (2005)
- Opheliac (2006)
- Laced / Unlaced (2007)
- A Bit O' This & That (2007)
- Fight Like a Girl (2012)[23]
- The Asylum For Wayward Victorian Girls: Behind The Musical (2018)

### EP и синглы
- Chambermaid EP (2001)
- By the Sword (2001)
- Opheliac EP (2006)
- Liar / Dead Is the New Alive (2007)
- 4 O'Clock (2008)
- Girls Just Wanna Have Fun / Bohemian Rhapsody EP (2008)

### Участие в записях альбомов других исполнителей и сборниках
- Кортни Лав — America’s Sweetheart (2003)
- Билли Корган — The Future Embrace (2004)
- OST «Пила 3» original song «Organ Grinder»(2007)
- Dethklok — The Dethalbum (Metalocalypse LP, Williams Street Records, 2007)
- OST «Пила 4» song «Dead Is The New Alive» (2008)
- Otep — Smash The Control Machine (Victory Records, 2009)[24]